# Шихабов, Беслан Салаудиевич
Бесла́н Салауди́евич Шиха́бов (род. 10 ноября 1982, Ачхой-Мартан, Чечено-Ингушская АССР) — российский кикбоксер, бронзовый призёр чемпионата России 2005 года, чемпион и призёр чемпионатов мира, мастер спорта России по кикбоксингу, мастер спорта Казахстана по боксу. Тренировался под руководством Сутулова и Салмана Шихабова. Тренер-преподаватель Ачхой-Мартановской ДЮСШ.

## Спортивные результаты
- Чемпионат России по кикбоксингу 2005 года — ;
- Чемпионат мира по кикбоксингу 2005 года — ;
- Чемпионат мира по кикбоксингу 2005 года в разделе К-1 — ;